# 姐妹鳥龍鳥屬
姐妹鳥龍鳥（學名Soroavisaurus）是一屬反鳥亞綱鳥類。它們生存於白堊紀晚期馬斯垂克階的阿根廷，是鳥龍鳥的近親。其下只有一個物種，就是S. australis。
姐妹鳥龍鳥的化石是在阿根廷薩爾塔南端發現。化石包括長4.69厘米的左跗蹠骨（編號PVL-4690），與及另一條長5.15厘米的左跗蹠骨連同整個拇趾及4個中節趾骨（編號PVL-4048）。編號PVL-4048這組骨骼最初被描述成鳥龍鳥未命名種。
姐妹鳥龍鳥與鳥龍鳥及內烏肯鳥一同被分類到鳥龍鳥科內。

## 外部連結
- The Paleobiology Database